# Флюли
Флюли (нем. Flühli) — коммуна в Швейцарии, в кантоне Люцерн.
Входит в состав округа Энтлебух. Население составляет 1816 человек (на 31 декабря 2006 года). Официальный код — 1004.